# Municipi de Hedensted
El municipi de Hedensted és un municipi danès que es va crear l'1 de gener del 2007, en el marc de la Reforma Municipal Danesa, i que engloba els antics municipis de Hedensted, Juelsminde i Tørring-Uldum (excepte la parròquia de Grejs, que va votar per integrar-se al municipi de Vejle). El municipi està situat a l'est de la península de Jutlàndia, a la regió de Midtjylland. Té una superfície de 551 km² i està inclòs en la regió metropolitana de l'est de Jutlàndia. L'illa d'Alrø, al fiord de Horsens, també en forma part.
La ciutat més important i seu administrativa del municipi és Hedensted (11.022 habitants el 2009). Altres poblacions sóni:
- Åle
- Barrit
- Bjerre
- Daugård
- Glud
- Hornborg
- Hornsyld
- Hosby
- Juelsminde
- Korning
- Kragelund
- Lindved
- Ølholm
- Ølsted
- Øster Snede
- Overby
- Rårup
- Rask Mølle
- Snaptun
- Stenderup
- Stouby
- Tørring
- Uldum

## Consell municipal
Resultats de les eleccions del 18 de novembre del 2009:
| Partit                       | vots  | % vots |
| ---------------------------- | ----- | ------ |
| Socialdemokratiet            | 6739  | 28,1   |
| Det Radikale Venstre         | 203   | 0,8    |
| Det Konservative Folkeparti  | 1146  | 4,8    |
| Landsbylisten                | 237   | 1,0    |
| Socialistisk Folkeparti      | 1807  | 7,5    |
| Kristendemokraterne          | 601   | 2,5    |
| Det Socialkonservative Parti | 42    | 0,2    |
| Dansk Folkeparti             | 2594  | 10,8   |
| Centerpartiet                | 27    | 0,1    |
| Venstre                      | 10504 | 43,8   |
| Enhedslisten - De Rød-Grønne | 88    | 0,4    |

### Alcaldes
| Alcalde           | Període               | Partit            |
| ----------------- | --------------------- | ----------------- |
| Jørn Juhl Nielsen | 1-1-2007 a 31-12-2009 | Socialdemokratiet |
|                   | 1-1-2010 a 31-12-2013 |                   |